# Димчо Михайлов
Димчо Михайлов е български ботаник.

## Биография
Роден е през 1869 г. в Берковица. През 1893 г. завършва естествени науки в Софийския университет. На следващата година е поканен от Георги Христович да сътрудничи на новосъздаденото списание „Природа“. През 1895 г. е привлечен за свой асистент от проф. Стефан Георгиев. Прави екскурзии и събира материали за хербария на института. Посещава района на Трън, Кюстендилско, Погановския манастир, Босилеградско, Силистренско и други места из България. Помага при уреждането на лабораторията, ботаническата градина и други. Напуска университета през 1896 г. Той е сред основателите на Българското природоизпитателно дружество.